# 농민대대
농민대대(폴란드어: Bataliony Chłopskie; BCh)는 제2차 세계대전 당시 폴란드의 유격저항운동 조직이었다. 1940년 중반 농본주의 정당 인민당의 당군으로 설립되었고, 1944년까지 국내군(AK)에 부분적으로 통합되었다. 활동 최전성기였던 1944년 여름 조직원 수는 160,000 명이었다.

## 역사
독일과 소련이 폴란드를 분할점령한 이후, 농본주의 정당들은 독자적인 저항군을 조직하기를 주저했다. 1940년 중반에 소규모 단체들이 여럿 만들어졌지만, 대개가 독일군의 공포정치와 수탈정책에 자위적으로 저항하기 위한 수준에 머물렀다. 전쟁 이전에 군 복무 경험이 있던 농본주의 정당 당원들은 무장투쟁연맹(ZWZ) 같은 다른 무장저항조직에 참여했다.
그러다 1941년 초부터 독자적인 당군을 만들자는 결정이 이루어졌고, 농위대(Chłopska Straż), 영농청년협회(Związek Młodzieży Wiejskiej), 라츠와비체 농민자유기구(Chłopska Organizacja Wolności "Racławice"), 농촌청년중앙연맹 "시에프"(Centralny Związek Młodej Wsi "Siew") 등 기존의 농본계 지하조직들을 주축으로 하여 농민대대가 발족되었다.
농민대대의 구조는 전쟁 이전의 폴란드 행정구역을 따라서, 각 대대의 관할구역은 보예부츠트보와 거의 일치했고, 각 보예부츠트보는 포비아트를 비롯한 더 작은 행정구역들롤 나뉘었다. 1943년까지 이하 10개 대대가 설치되었다.
1. 바르샤바시
2. 바르샤바 보예부츠트보
3. 키엘체
4. 루블린
5. 우치
6. 크라쿠프, 제슈프, 실롱스크
7. 비아위스토크
8. 보윈
9. 르보프, 스타니스와보프, 타르노폴
10. 포즈난

각 대대는 각자 부대를 운용했다. 부대는 주로 두 가지 병종으로 나누었다.
1. 민병대: 자위, 파괴공작, 다가오는 전국적 봉기의 준비
2. 전술부대: 철저히 무장하고 훈련해 다가오는 전국적 봉기에서 주축으로 사용

전술부대는 후기가 되면 거의 대부분 국내군에 합류했다. 농민대대의 지도자는 프란시스제크 카민스키였고, 참모장은 카지미에시 바나흐와 S. 코테르였다.
폴란드 지하국가가 일원화되는 과정에서, 상당수의 농민대대 병사들(약 50,000 명)이 국내군으로 통합되었다. 1943년 초가 되면 농민대대의 전술부대 일부가 양동작전과 보복행동을 위한 특수부대로 전환된다. 1944년 여름 농민대대의 조직원 수는 160,000 여명, 산하 부대는 70여개에 달했다. 그러나 전쟁이 끝날 때까지 폴란드의 모든 저항조직이 국내군으로 통합, 일원화되는 일은 이루어지지 않았다.
소련군이 폴란드에 진입하자 일부 농민대대들은 공산주의자들의 인민군(AL)에 협조했으나, 대다수는 폴란드 망명정부를 계속 지지했다. 얄타 회담 소식이 들어오면서 1945년 4월 2일까지 대부분의 농민대대는 지하에서 나왔다. 일부 대원들은 공산주의자들에게 체포되었으나, 일부는 스타니스와프 미코와이치크가 재창당한 인민당에 합류했다. 농민대대는 1945년 9월 정식으로 해산되었다.

## 활동
농민대대들의 주요 임무는 다음과 같았다.
1. 경제적 수탈로부터 폴란드 농민을 보호
2. 강제퇴거로부터 폴란드 농민을 보호
3. 독일의 공포정치에 대한 자위
4. 망명자, 유대인, 인텔리겐치아, 그 밖에 독일이 노예화한 사람들의 가족에 대한 원조

농민대대의 첫 번째 주요 행동은 1942년 말엽 자모시치에서 개시되었다(자모시치 봉기). 자모시치는 토질이 비옥한 흑토라서 독일의 동방총괄계획에서 독일인 식민지역으로 선정되었다. 폴란드인 농민들은 잔혹하게 쫓겨났고, 그들의 농장은 독일인 이주자들에게 불하하도록 되었다. 농민대대가 전개한 전투의 결과 독일은 폴란드인의 강제퇴거를 중단해야 했고, 자모시치로 이주해온 독일인은 거의 없었다.
그 밖에는 핀초프와 크라스니스타프의 감옥에서 죄수들을 꺼내준 것, 비스와강에서 독일 강상순찰선 탄넨베르크호를 침몰시킨 것 등이 있다.